# 鷲の爪輪
鷲の爪輪（わしのつめわ）は、アイヌの玩具。
複数の鷲の爪を繋いで輪を造り、糸で棒に結びつけて作る。棒を揺らして糸を上下させ、爪の輪を棒に入れて遊ぶ。遊び方、構造などはけん玉と共通する部分がある。